# Pol Varzeh
Pol Varzeh (persiska: پل ورزه) är en ort i Iran.   Den ligger i provinsen Khorasan, i den nordöstra delen av landet, 800 km öster om huvudstaden Teheran. Pol Varzeh ligger 1 351 meter över havet och antalet invånare är 480.
Terrängen runt Pol Varzeh är kuperad åt nordost, men åt sydväst är den bergig.Runt Pol Varzeh är det ganska glesbefolkat, med 35 invånare per kvadratkilometer. Närmaste större samhälle är Kalāteh-ye Marvī, 16,3 km norr om Pol Varzeh. Omgivningarna runt Pol Varzeh är i huvudsak ett öppet busklandskap.